# Louis Goldsborough
Louis Malesherbes Goldsborough (Washington D.C., 18 februari 1805 - aldaar, 20 februari 1877) was een admiraal van de Amerikaanse Marine tijdens de Amerikaanse Burgeroorlog. Hij had verscheidene zeecommando's tijdens de Amerikaanse Burgeroorlog met inbegrip over het North Atlantic Blockading Squadron. Hij werd ook bekend voor zijn bijdragen voor het nautische wetenschappelijk onderzoek.  

## Levensloop
Goldsborough werd aangesteld en benoemd tot midshipsman in de Amerikaanse Marine door de Secretaris van Marine, Paul Hamilton op 28 juni 1812.
Ten tijde van zijn benoeming was hij maar 7 jaar oud. De jeugdige Goldsborough trad pas daadwerkelijk  in dienst op 13 februari 1816, bijna 11 jaar oud, wanneer hij geboden werd voor een dienstdoende opleidingsfunctie op de Washington Navy Yard. Daar leerde hij de bouw en constructie van een schip kennen en kreeg hij daar allerhande scheepsklussen en een nautische opleiding.
Hij leidde een viertal zeilschepen in een nachtexpeditie met de "Porpoise" in september 1827 voor het uit handen redden van een Brits koopvaardijschip, de brik "Comet" van de Mediterrane piraten. Toen was hij 22 jaar. In 1830 werd hij ingedeeld als 25-jarige eerste-officier voor aanbestedingen van het nieuw opgerichte Depot of Charts and Instruments (Depot voor Kaarten en Instrumenten) te Washington D.C., dat nadien zou uitgroeien tot het Amerikaanse Hydrografische Officebureau. Tot  dat moment lagen de instrumenten, boeken en kaarten verspreid over diverse locaties van de Marine. Goldsborough stelde voor een depot in te richten en instrumenten, boeken  en kaarten centraal op te slaan.  Na twee jaar werd hij daar afgelost door luitenant Charles Wilkis. 
Goldsborough leidde Duitse emigranten naar Wirt's Estates nabij Monticello, Florida in 1833. Dan nam hij ontslag bij de Marine om het bevel te voeren over een stoombootexpeditie en later ronselde hij vrijwilligers voor de Seminoleoorlog. 
Na zijn reistochten in de Stille Oceaan met het fregat "United States" nam hij daarna deel in de beschieting van Veracruz met de "Ohio" tijdens de Mexicaans-Amerikaanse Oorlog. Hij diende daarna als bevelhebber van een afdeling in expedities tegen Tuxpan, als hoogstgeplaatste officier van een commissie, die Californië en Oregon verkende tussen 1849 en 1850 en als bevelhebber van het Brazil Squadron tussen 1859 en 1861.

### Amerikaanse Burgeroorlog
Tijdens zijn commando over het North Atlantic Blockading Squadron van oktober 1861 tot september 1862, voerde hij zijn vloot nabij North Carolina, met het gewapende raderstoomschip "Philadelphia" waarbij hij in samenwerking met troepen onder generaal Ambrose Burnside, Roanoke Island innam en een kleine Confederale vloot vernietigde.
Na speciale administratieve dienstplichten in Washington D.C. nam hij het commando waar van een Europees smaldeel in de laatste jaren van de Amerikaanse Burgeroorlog. Hij keerde terug naar Washington D.C. in 1868 voor een leidinggevende functie over het Washington Navy Yard, tot aan zijn pensionering in 1873 op 68-jarige leeftijd.
Schout-bij-nacht Louis M. Goldsborough stierf vlak na zijn 72ste verjaardag.
Als eerbetoon heeft de Amerikaanse marine drie schepen naar hem vernoemd.

## Militaire loopbaan
- Midshipsman: 18 juni 1812[2][3]
- Lieutenant: 13 januari 1825[2][3]
- Commander: 8 september 1841[2][3]
- Rear Admiral: 16 juli 1862[2][3]